# Strijkkwartet nr. 1 (Pohjola)
Seppo Pohjola componeerde zijn Strijkkwartet nr. 1 in 1989. Hij beschouwde het zelf als zijn eerste belangrijke compositie. Voor de première op 18 mei 1991 door het Avanti Strijkkwartet reviseerde hij het werk grondig, waarbij aldus Pohjola zelf, bijna niets van het origineel gehandhaafd werd.
Het strijkkwartet is van relatief korte duur. De geschatte tijdsduur ligt onder de zes minuten, terwijl er toch drie delen (I, II en III) op het programma staan. De verdeling is daarbij snel-langzaam-snel. Pohjola schreef het werk nog onder invloed van zijn muziekdocenten en in een periode waarin klassieke muziek min of meer gedwongen modern moest klinken. Het strijkkwartet is vrij statisch, er zit in vergelijking tot de klassiekere werken binnen het genre strijkkwartet geen muzikale ontwikkeling dan wel muzikale oplossing in.   